# Trpinja
Trpinja (srbsky Трпиња, maďarsky Terpenye) je opčina ve východní části Chorvatska ve Vukovarsko-sremské župě. V roce 2011 zde žilo 1 537 obyvatel, většina obyvatel jsou Srbové.
První zmínka o obci existuje z roku 1329.

## Významné osobnosti
- Josif Milovuk (1793–1850), sekretář a jeden ze zakladatelů Matice srbské
- Katarina Bogdanović (1885–1969), spisovatel
- Spasoje Vukotić (1890–1981), teolog, spisovatel a překladatel
- TeodorMiković (1828–1906), kněz a poslanec Chorvatského saboru
- Jovan Perajlić (1952–1996), zpěvák tradiční chorvatské hudby
- Slavko Dokmanović (1949–1998), starosta Vukovaru, obviněný Mezinárodním trestním tribunálem pro bývalou Jugoslávii za účast na masakru na farmě Ovčara